# Gilles Diehl
Gilles Diehl est un athlète français, né à Toulon le 8 avril 1960, adepte de la course d'ultrafond et champion de France des 100 km en 1998.

## Biographie
Gilles Diehl est champion de France des 100 km de Belvès en 1998. En 2000, il remporte avec Thierry Técher la Diagonale des fous, une épreuve de 165 km,. En 1999, il est médaillé d'argent par équipe au championnat du monde IAU des 100 km de Belvès et médaillé d’or par équipe au championnat d’Europe IAU à Winschoten. En 2000, il est champion du monde par équipe au championnat IAU des 100 km de Winschoten et vice-champion d'Europe par équipe au championnat IAU des 100 km de Belvès. En 2001, il est champion du monde par équipe des 100 km de Cléder, malgré son abandon,. En 2000 et 2002, il termine troisième du marathon des sables,.
Gilles Diehl crée le club Quéven Athlétisme 56 en 2000.

## Records personnels
Statistiques de Gilles Diehl d'après la Deutsche Ultramarathon-Vereinigung (DUV) :
- Semi-marathon : 1 h 5 min 2 s en 1994[8]
- Marathon : 2 h 19 min 27 s au marathon de La Rochelle en 1994[9]
- 100 km route : 6 h 41 min 35 s aux championnats du monde IAU des 100 km de Winschoten en 2000